# 吕志
吕志（1938年—），黑龙江绥棱人，中国人民解放军将领、中国人民解放军中将。 

## 生平
1955年9月，参加中国人民解放军。1985年，任吉林省军区政治部主任。1986年，任大连陆军学院政治部主任。1989年，任大连陆军学院政委。1990年7月，晋升为少将军衔。1992年，任沈阳军区政治部副主任兼军区纪委副书记。1993年12月至1995年7月，担任中国人民解放军沈阳军区政治部主任。1994年，授予中国人民解放军中将。1995年7月至1997年9月，担任北京军区政治部主任。2001年7月至2002年1月，担任中国人民解放军北京军区副政治委员。